# Invertebrata
|  |  |
|  |  |

Il termine invertebrati fu coniato da Jean-Baptiste de Lamarck per indicare tutti gli animali sprovvisti di colonna vertebrale. Sono quindi esclusi i pesci, i rettili, gli anfibi, gli uccelli e i mammiferi.

## Caratteristiche
Il termine è stato usato nella classificazione zoologica con valore di sottoregno del regno animale quando questo era appunto diviso in invertebrati (che comprendeva anche i protozoi) e vertebrati. Attualmente, esso non ha più valore di classificazione né dal punto di vista filogenetico né da quello fenotipico.
Oggi gli invertebrati pluricellulari sono classificati in oltre 56 phyla diversi, dagli organismi molto semplici come le spugne e i vermi piatti (platelminti) fino agli animali più complessi, come gli artropodi e i molluschi. Gli invertebrati includono il 97% delle specie animali viventi sulla Terra. 
La classificazione originaria di Lamarck prevedeva due gruppi distinti:
- Insetti
- Vermi

## Evoluzione
Gli invertebrati furono i primi animali a evolversi, anche se si ignora come ciò sia esattamente avvenuto. I biologi ritengono che i loro antenati fossero microrganismi unicellulari in grado di nutrirsi, e molti studiosi sostengono che a un certo punto alcuni di questi microrganismi abbiano iniziato un momento che segnò l'inizio della vita pluricellulare. Gli animali primitivi avevano corpi e ci hanno lasciato esigue tracce visibili, sicché i primi segni di vita animale sono di natura indiretta, quali piste o tane fossilizzate, che risalgono a circa 585 milioni di anni fa (Treccani). I primi fossili di invertebrati risalgono al tardo Precambriano. All'inizio dell'era cambriana si verificò un'accelerazione del mutamento evolutivo, nota come "esplosione cambriana". Animali a corpo molle (come le meduse) si aggiunsero ad altri provvisti di gusci e guaine corporee grigie. Le parti dure del corpo si fossilizzano bene, sicché da quel momento in avanti è molto più facile ricostruire l'evoluzione della vita degli invertebrati.
Pur tanto lontana nel tempo, l'esplosione cambriana portò alla comparsa di tutti i phyla di invertebrati tutt'oggi esistenti. Gli studi sulle specie viventi mostrano che essi possono essere suddivisi in due gruppi: la linea molluschi-anellidi-artropodi e la linea echinodermi-cordati; da quest'ultima derivano gli animali dotati di colonna vertebrale. 
Gli invertebrati, oltre che sprovvisti di colonna vertebrale, sono anche privi di scheletro osseo, nonostante alcuni possiedano un esoscheletro; essi, inoltre, sono privi di una bocca vera e propria. Da adulti alcuni sembrano piante e trascorrono la vita sempre nel medesimo luogo; altri, invece, sono immediatamente identificabili come animali perché costantemente in movimento. Gli invertebrati sono il gruppo più diffuso in natura: costituiscono il 97% delle specie esistenti e vivono in qualunque ambiente. Inoltre, sono eterotermi, cioè la loro temperatura corporea viene influenzata da quella esterna.

## Classificazione
Gli invertebrati costituiscono circa il 97% di tutte le specie viventi sulla terra, ne sono presenti infatti moltissime categorie. 
Gli animali invertebrati possono però essere divisi in sei gruppi principali:
- Spugne o poriferi: esse si distinguono in tre tipi a seconda degli elementi scheletrici rigidi detti spicole, possono essere ialosponge e demosponge (con spicole in diossido di silicio idrato) o calciosponge (spicole in carbonio di calcio). I poriferi presentano un piano strutturale asimmetrico, caratterizzato da canali acquiferi e da pori da cui entrano l’acqua e i nutrimenti che vengono trattenuti dai coanociti attraverso il processo di filtrazione. La riproduzione è sessuata per produzione di cellule uovo e spermatozoi che vengono trasportati dall’acqua e asessuata per gemmazione e rigenerazione;

- Celenterati o cnidari: comprendono meduse, anemoni, coralli e idrozoi. La loro particolarità è la presenza della bocca in continuità con la cavità gastrovascolare (il celenteron). Le meduse hanno un ciclo biologico diviso in due stadi, nella fase sessile sono dette polipo e sono ancorate al substrato, mentre nella fase mobile sono definite meduse. La presenza di queste due fasi è dovuta al fatto che il polipo produce la medusa per gemmazione attraverso una riproduzione asessuata, la medusa a sua volta si riproduce sessualmente liberando i gameti e permettendo che l’uovo venga fecondato portando all’origine di una larva ciliata (planula), essa si stabilisce sul fondo divenendo un polipo;

- Anellidi: sono vermi segmentati bilateri, fanno parte della categoria dei protostomi (animali in cui, durante la fase di gastrulazione, la cavità del blastoporo forma la bocca). Presentano una segmentazione metamerica caratterizzata da gangli che controllano i vari segmenti. Vivono in luoghi umidi per limitare le perdite di acqua e possono possedere più occhi e più tentacoli;

- Molluschi: il corpo è divisibile in massa viscerale, contenente gli organi, mantello e piede, ovvero la struttura muscolare che ne permette il movimento. Tra essi vi sono i chitoni, che possiedono otto valve calcaree circondate da una cintura e che rimangono ancorati alla roccia, i gasteropodi, che comprendono le lumache e altri animali di origine marina, i bivalvi, i quali hanno due valve, e i cefalopodi, come i polpi;

- Echinodermi: essi comprendono le stelle marine e i ricci di mare, entrambi con una simmetria bilaterale in fase larvale e con una simmetria pentaradiale in fase adulta. Presentano piastre interne calcificate che si uniscono a formare il sistema vascolare acquifero, composto da canali terminanti con pedicelli;

- Artropodi: posseggono appendici e un esoscheletro rigido che fornisce sostegno, di suddividono in quattro gruppi. I chelicerati possiedono appendici appuntite per afferrare la preda e comprendono tre distinte cladi (picnogonidi,  xisofuri e aracnidi); i miriapodi, rappresentati da centopiedi e millepiedi, sono dotati di antenne (appendici sensoriali) e mandibole; i crostacei, il cui corpo si suddivide in capo, torace e addome, presentano antenne e mandibole; gli esapodi (rappresentati principalmente dagli insetti) presentano sei zampe, due antenne e un complesso meccanismo per gli scambi gassosi costituito da sacche aeree e canali tubulari (trachee). Questi ultimi possono subire una metamorfosi nel passaggio da fase larvale a fase adulta; si definiscono pterigoti nel caso in cui posseggano le ali, mentre si dicono apterigoti se, al contrario, ne siano sprovvisti.

Esistono altri gruppi secondari, come i nematodi, i tardigradi, i rotiferi, i platelminti, i placozoi ed altri.